# ماين إيفنت مافيا
ذا ماين إيفينت مافيا (بالعربية: مافيا الحدث الرئيسي) (أحيانًا يتم كتابتها إم إي إم) كانت مجموعة مكروهة في مصارعة المحترفين في منظمة توتال نونستوب أكشن ريسلينغ (تي إن إيه). تضم المجموعة القائد كيرت أنجل، وستينغ (الذي كان قائدًا للمافيا قبل طرده من المجموعة)، كيفن ناش (مع الفائزة في برنامج سرفايفور: ذا أمازون جينا موراسكا)، بوكر تي (مع زوجته في الحياة الواقعية شارميل)، سكوت ستاينر، ساموا جو، وتريسي برووكس. كل الأعضاء الذكور في المجموعة كانوا أبطال العالم للوزن الثقيل في عدة منظمات. كما فازوا بجميع الألقاب الرجالية في تي إن إيه. وحاولوا أيضا مساعدة تريسي برووكس على الفوز ببطولة النساء إلا أنهم فشلوا.
تشكلت المجموعة في نهاية 2008 ونجحت حيث فاز كيرت أنجل وستينغ ببطولة تي إن إيه العالمية للوزن الثقيل، وقيام بوكر تي بتقديم بطولة جديدة تدعى بطولة الأساطير تي إن إيه وإعلان نفسه كأول بطل لها. وفوز كيفن ناش بها. وفوز بوكر تي وسكوت ستاينر ببطولة تي إن إيه العالمية للفرق الثنائية. تشكيل المجموعة جاء نتيجة محور قصة يقوم على جعل أفراد المجموعة المكروهين يبدؤون عداوة مع المصارعين الأصغر في تي إن إيه (تي إن إيه فورنت لاين).

## التاريخ

### الخلفية
في صيف 2008، أثناء مباراة على بطولة تي إن إيه العالمية للوزن الثقيل جرت في حدث فيكتوري رود بين المحبوب ساموا جو ضد المكروه بوكر تي، حصل هيجان لجو وضرب الحكام وبوكر تي بدون رحمة. تدخل ستينغ الذي كان محبوبًا ومنع جو من مواصلة هجومه على بوكر تي. إلا أن جو أعطى ستينغ إشاراة الإصبع الأوسط وواصل هجومه على بوكر تي. وهذا ما أغضب ستينغ الذي ضرب جو بمضرب بيسبول كان يحمله في يده. هكذا انقلب ستينغ إلى مكروه. بعد هذه الأمسية، لم يوضح ستينغ أفعاله على برنامج تي إن إيه الأساسي تي إن إيه إمباكت!. وبدلا من ذلك، بدأ يظهر عند العوارض الخشبية عند كل حلقة. ونتيجة لأفعال ستينغ، بدأ سيناريو التحالف المتوقع بين ستينغ وبوكر تي.
في حلقة إمباكت! التي جرت في 31 يوليو، وبينما كان جو يتشاجر مع بوكر تي، سقط مضرب بيسبول معلق بسلك من السقف؛ قام بوكر تي باستعماله وحطمه على ظهر جو. في حدث هارد جستيس الذي جرى في أغسطس، قام ستينغ بمهاجمة إيه جاي ستايلز حليف جو على الشاشة بعد أن قام ستايلز بمهاجمة كيرت أنجل بعد مباراتهما. بين ستينغ سبب أفعاله في حلقة 14 أغسطس من إمباكت! حيث قال أنه هاجم جو وإيه جاي ستايلز لأنهما لم يحترما المصارعين المخضرمين بوكر تي وكيرت أنجل. وبصفته مصارعًا مخضرمًا، قال ستينغ بأنه عندما كان في عمر جو وستايلز، فإنه كان عندما يلعب مع مصارعين مخضرمين ينصرف بعد انتهاء المباراة ولا يزيد الطين بلة مثلما فعل جو وستايلز. وهذا ما أدى إلى عداوة بين الثلاثة تضمنت أيضًا أنجل وبوكر تي.
في حدث نو سرندر الذي جرى في شهر سبتمبر، أعلن ستينغ بأنه في حدث أكتوبر المسمى بوند فور غلوري أربعة، سيتحدى جو في مباراة على لقب بطولة تي إن إيه العالمية للوزن الثقيل. لاحقا في نو سرندر، أثناء مباراة جرت بين كريستان كايج، وأنجل، وجو، عاد جيف جاريت إلى تي إن إيه بعد أن غاب عنها منذ مايو 2007. حيث ساعد جو على الاحتفاظ ببطولة العالم للوزن الثقيل. ذهب جاريت إلى حدث باوند فور غلوري الرابع وهزم أنجل في مباراة معيارية كان فيها ميك فولي المنفذ الخاص «أنفورسر». وفي نفس الأمية أيضا، فاز ستينغ ببطولة تي إن إيه العالمية عندما تغلب على جو بعد أن قام كيفن ناش بضرب جو بمضرب بيسبول بدون علم الحكم. مما سمح لستينغ باستغلال الفرصة وتنفيذ حركة سكوربين ديث دروب وتثبيته. وضح ناش سبب مساعدته لستينغ في حلقة 16 أكتوبر من إمباكت! عندما قال أنه فعل ما فعل بسبب قيام جو بالاستهزاء من صديقه الحميم في الحياة الواقعية سكوت هول في أواخر 2007 بسبب غيابه عن حدث ترنينغ بوينت الذي جرى في ديسمبر.

### العداوة مع فريق تي إن إيه فورنت لاين (2008-2009)

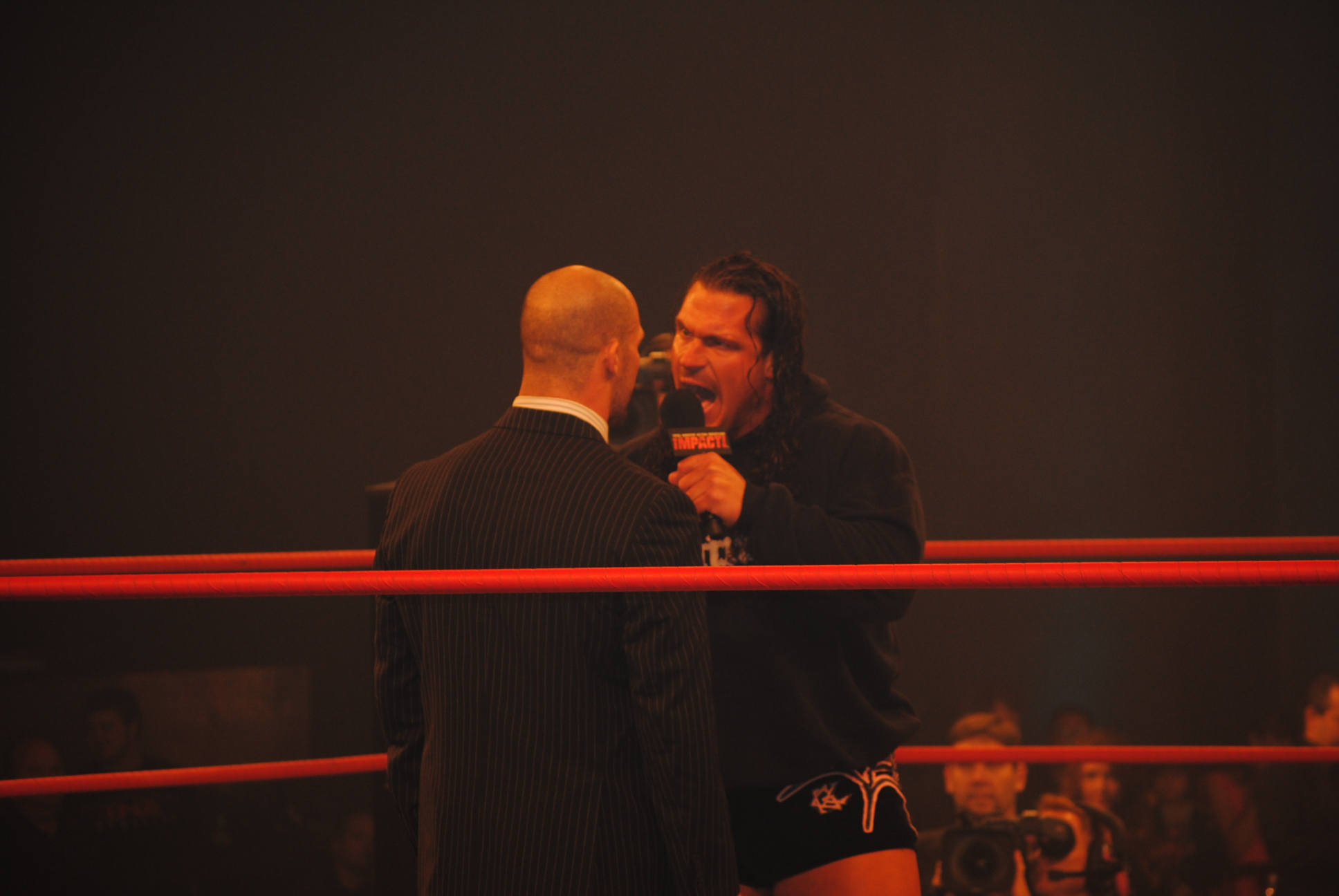
كيرت أنجل أثناء عداوته مع راينو

توحدت المجموعة رسميا في 23 أكتوبر في حلقة إمباكت! في مقابلة جرت بين جيريمي بوراش وكيفن ناش، وستينغ، وكيرت أنجل. حيث أعلن أنجل أنهم الأربعة قرروا تشكيل مجموعة أسطورية تدعى «ماين إيفنت مافيا». هدف المجموعة كان أن تبدأ «حرب» على المصارعين الشباب في تي إن إيه ليستحقوا على الاحترام الذي يريدوه. في الأسبوع التالي، ضمت المجموعة سكوت ستاينر العائد من الإصابة وقام بمهاجمة جو، وستايلز، وحلفائهما بأنبوب معدني باستثناء تلميذه بيتي ويليامز.
في حدث ترنينغ بوينت، تغلب بوكر تي بنجاح على كريستان كايج وحافظ بذلك على بطولة الأساطير تي إن إيه. وبموجب الشرط الذي وضع قبل المباراة فإنه أصبح لزامًا على كايج الانضمام إلى إم إي إم. على إية حال، قام الفريق بطرده من المجموعة قبل أن يضموه لها بسبب اعتقادهم بأنه سيترك تي إن إيه (والذي ظهر أنه حقيقي، حيث كان ذلك آخر ظهور لكايج في تي إن إيه قبل أن يعود إلى دبليو دبليو إي). مضى فريق إم إي إم في حالة من الهيجان. حيث هاجموا ساموا جو، وبرذر راي، وبيتي ويليامز (الذي قام ستاينر شخصًا بمهاجمته، وأنهى بذلك الصداقة التي كانت تجمعهما). بي. جي. جيمس، وراينو، وجيف جاريت، وإيه جاي ستايلز. حيث أصابوهم جميعًا. في حدث جينيسيس، غاب كيفن ناش عن الحدث بسبب مرضه. وعندما جاء وقت مباراته مع المافيا، أعلن بوكر تي أنهم وجدوا بديلا مناسبا هو كب جيمس. لم يكن كب عضوا دائما في المافيا، حيث اختفى بسرعة من مشهد الفريق عندما عاد ناش. في حدث ديستانايشن إكس، خسر بوكر تي بطولة الأساطير لصالح إيه جاي ستايلز. بينما أحتفظ ستينغ ببطولة تي إن إيه العالمية ضد كيرت أنجل مع وجود جيف جاريت كحكم ضيف وميك فولي كمنفذ خاص. في لوكداون، فقد ستينغ بطولة تي إن إيه العالمية للوزن الثقيل إلى ميك فولي وخسر باقي أفراد الفريق (ناش، ستاينر، بوكر تي) مباراتهم أمام فريق جاريت والذي ضم (جيف جاريت، ساموا جو، إيه جاي ستايلز، وكريستوفر دانيلز. في سكرافايس، فاز ستينغ على أنجل في مباراة ألتميت سكرافايس التي تضمنت جيف جاريت وميك فولي ليصبح بذلك القائد أو العراب الجديد لفريق ماين إيفنت مافيا. بدأ ستينغ في قيادة الفريق في حلقة إمباكت! في 28 مايو، 2009 عندما طرد شارميل، وجينا موراسكا، وحراس أمن أنجل بيغ روكوو سالي بوي. في الأسبوع التالي ووقع سالي وروكو على عقد يجعلهم حراس أن ميك فولي.
قبيل الدخول في منافسات حدث سلامفيرساري، أبدى مات مورغان رغبته بالانضمام إلى المافيا. مما أدى إلى مباراة جمعته ضد كيرت أنجل في إمباكت! فاز فيها أنجل. بعد المباراة، صافح أنجل مورغان وأبدى رغبته في ضمه للمافيا. في الأسابيع التالية في إمباكت! أثناء مباراة مؤهلة إلى مباراة كنغ أوف مونتن بين أنجل وستينغ، تدخل مورغان وساعد أنجل على الفوز. لاحقًا، ذهب مورغان إلى ستينغ وطلب منه السماح له بالانضمام إلى المافيا. وافق ستينغ على ضمه بشرط أن يلعب ضده في سلامفيرساري. حيث إذا فاز مورغان فسينضم إلى المافيا. وفي الحدث، خسر مورغان أمام ستينغ. وفي نفس الحدث، فاز أنجل بمباراة كنغ أوف مونتن بمساعدة ساموا جو. وهذا ما جعله بطل التي إن إيه العالمي. وهذا ما حول جو إلى مكروه وأصبح بذلك أحدث عضو في المافيا. حيث قام جو بخيانة فريق تي إن إيه فورنت لاين. في 25 يونيو في حلقة إمباكت!، تم الإشاراة إلى أن جو خان فريق تي إن إيه فورنت لاين بسبب تلقيه دعوة ورشوة من فريق ماين إيفنت مافيا بسبب عدم قدرتهم على هزيمته. لاحقًا، قام مورغان وباقي أفراد المافيا بمهاجمة ستينغ وانقلبوا عليه ونصب أنجل نفسه قائدًا جديدًا للمجموعة. في الأسبوع التالي، أنقذ ستينغ إيه جاي ستايلز من زملائه السابقين الذين كانوا يضربونه. حيث هاجم كل عضو منهم بمضرب بيسبول وسرق بطولة تي إن إيه العالمية للوزن الثقيل التي كان يحملها كيرت أنجل. في الأسبوع التالي، تواجه ستينغ مع جو كلاميا. حيث قال ستينغ أن عرف مستشار جو المجهول وسيقول اسمه قبل مباراة أمام جو في حدث فيكتوري رود. لاحقًا في نفس الأمسية، تنكر ستينغ بشخصية جو وسحب مستشار جو من سيارته قبل أن يوقفه جو ويضربه بحركة كوكوينا كلتش وسكينته العشائرية. ثم استرد جو البطولة العالمية من ستينغ وأعادها إلى أنجل أثناء ضربهم لميك فولي قبل نهاية الحلقة. في فيكتوري رود، كسبت المجموعة كل الألقاب الرجالية في تي إن إيه. حيث فاز كيفن ناش ببطولة الأساطير تي إن إيه من إيه جاي ستايلز وأعاد البطولة إلى المافيا، في نفس الأمسية فاز سكوت ستاينر وبوكر تي ببطولة تي إن إيه العالمية للفرق الثنائية من بير موني إنك، وفاز أنجل على ميك فولي ليحتفظ ببطولة تي إن إيه العالمية للوزن الثقيل. كما كُشف أن تاز هو مستشار جو. ولاحقًا، صرح تاز أنه حليف لفريق المافيا. في 30 يوليو، في حلقة إمباكت!، خسر كيفن ناش بطولة الأساطير إلى ميك فولي في مباراة زوجية جرت بينه وبين كيرت أنجل ضد ميك فولي وبوبي لاشلي.

### التحالف والعداوة مع فريق وورلد إيليت والزوال (2009)
في 6 أغسطس، في حلقة إمباكت!، كشف أن فريق ماين إيفنت مافيا (إم.إي.إم.) تحالفت مع فريق وورلد إيليت وهو فريق يضم إيريك يونغ، والشيخ عبد البشير، وكايوشي، وبروتوس ماغنوس، وروب تيري من أجل تكوين مجموعة ضخمة. في حدث هارد جستيس، قوى فريق المافيا هيمنته أكثر عندما استعاد كيفن ناش بطولة الأساطير، وجو يربح بطولة تي إن إيه إكس ديفيجن، وبوكر تي وسكوت ستاينر وكيرت أنجل يحافظون على بطولة الفرق والعالم للوزن الثقيل. وبانتهاء الحدث، تكون المجموعة قد فاز بكل الألقاب الرجالية في تي إن إيه. في حدث نو سرندر، فقد أنجل بطولة تي إن إيه العالمية للوزن الثقيل لإيه جاي ستايلز. في 1 أكتوبر، في حلقة إمباكت!، انتهى التحالف بين فريق ماين إيفنت مافيا وفريق وورلد إيليت عندما تعارك الفريقان. في الاسبوع التالي، فقد ساموا جو بطولة إكس ديفيجن لصالح أميزينغ ريد بعد تدخل بوبي لاشلي. تواصلت سلسلة الهزائم التي يتلقها فريق المافيا في حدث باوند فور غلوري عندما فقد كيفن ناش بطولة الأساطير إلى إيريك يونغ. كما خسر بوكر تي وسكوت ستاينر بطولة الفرق لدوغ ويليامز وبروتس ماغنوس من فريق وورلد إيليت. في نفس الحدث، هزم كيرت أنجل عدوه اللدود مات مورغان بصعوبة وبعد ذلك صافحه. في الحلقة التالية من إمباكت!، أصبح مستقبل الفريق في موضع تساؤل عندما أُعلن أن بوكر تي رحل عن تي إن إيه بعد انتهاء عقده، واعتراف أنجل بأنه كان مخطئا بشأن المصارعين الشباب ومدحه لإيه جاي ستايلز ومات مورغان وتحوله بذلك إلى محبوب. على أية حال، فإن سكوت ستاينر لا يزال يرتدي ملابس المافيا وقال أن المجموعة لم تنته لأنه لم يعرف بخبر انتهائها من كيرت أنجل ولا يزال يعتقد أن المصارعين الشباب لا يظهرون الاحترام الكافي للمصارعين المخضرمين. على أية حال، ترك ستاينر تي إن إيه في فبراير 2010. مما أنهى المافيا بشكل كلي.

### العودة الملغية (2011)
في يناير 2011، بدأت تي إن إيه سيناريو قصة يهدف إلى إعادة ماين إيفينت مافيا كمجموعة محبوبة أثناء حلقة 3 فبراير، 2011 من تي إن إيه إمباكت! حتى تكون هناك عداوة بينهم وبين مجموعة إمورتل. عاد سكوت ستاينر إلى المنظمة في حلقة 27 يناير من إمباكت! حين تحالف مع كيرت أنجل. ولكن في 30 يناير عاد بوكير تي وكيفن ناش إلى منظمة وورلد ريسلينغ إنترتاينمينت (دبليو دبليو إي) أثناء حدث رويل رامبل، مما اضطر تي إن إيه لتغيير خططها والتخلي عن القصة.

## الأعضاء
- كيرت أنجل (القائد)
- بوكر تي

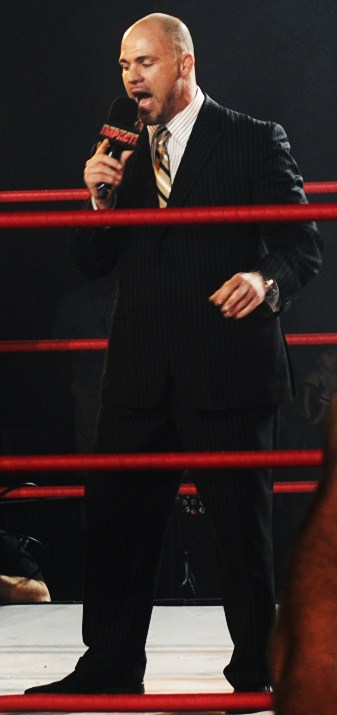
كيرت أنجل يرتدي ملابس مثل الأب الروحي.

- تريسي برووكس (تمثل قسم مصارعات تي إن إيه المعروفات باسم تي إن إيه نوكأوتس)
- جينا موراسكا (صديقة كيفن ناش)
- كيفن ناش
- كب جيمس (لمدة ليلة واحدة فقط)
- ساموا جو
- شارميل (زوجة بوكر تي)
- سكوت ستاينر
- ستينغ
- تاز

## في المصارعة
- الحركات القاضية
  - بير هوغ (ستاينر)/جمبينغ كليف كيك (بوكر) بالتعاون
  - دبل شوك سلام[17] (بوكر تي وستاينر)
- أغنية الدخول
  - «ماين إيفنت مافيا» بواسطة دايل أوليفر[18]

## بطولات وجوائز
- توتال نونستوب أكشن ريسلينغ
  - بطولة الأساطير تي إن إيه[19] (ثلاث مرات) - بوكر تي (1)، كيفن ناش (2)
  - بطولة تي إن إي العالمية للوزن الثقيل[20](مرتين) - ستينغ (1)، كيرت أنجل (1)
  - بطولة تي إن إيه العالمية للفرق الثنائية[21] (مرة) - بوكر تي وسكوت ستاينر
  - بطولة تي إن إيه إكس ديفيجن[22] - ساموا جو
  - مباراة ملك الجبل(2009) كيرت أنجل